# Jogar pra Ganhar
Jogar pra Ganhar é o primeiro álbum de estúdio lançado pelo grupo de rap Rosana Bronks. Contém 10 músicas, descritas mais abaixo:

## Faixas
1. Ôh Prê
2. 3 Pretos na Marginal
3. Guerreiro do Futuro
4. Mudanças
5. Tempos que Perdi
6. Todo mundo(muralha sul)
7. A Vida Ensina
8. Nu Rolê com Rosana Bronx
9. Faça de Hoje um Novo Começo
10. Quebradas e Emoções